# Regimiento de Artillería Antiaérea 6 (Bolivia)
El Regimiento de Artillería Antiaérea 6 «Mariscal Bilbao Rioja» es un regimiento del Ejército de Bolivia perteneciente a la Primera Brigada Mecanizada. Su sede se ubica en Viacha provincia Ingavi  El Regimiento 6 es también un centro de reclutamiento de conscriptos.Se fundó un 16 de diciembre de 1993 inicialmente con el nombre de grupo de artillería y defensa antiaérea 231 G.A.D.A. 231; en 15 de enero de 2001 se cambia el nombre al de  Regimiento de Artillería Antiaérea 6 Mcal.Bernardino Bilbao Rioja R.A.A. 6 Mcal.Bilbao Rioja